# Jelena Pechtirewa
Jelena Pechtirewa (* 11. Januar 2001) ist eine aserbaidschanische Leichtathletin, die im Sprint sowie im Weitsprung an den Start geht.

## Sportliche Laufbahn
Erste internationale Erfahrungen sammelte Jelena Pechtirewa im Jahr 2016, als sie bei den Meisterschaften der kleinen Staaten Europas (CSSE) in Marsa in 12,64 s den sechsten Platz im 100-Meter-Lauf belegte. Im Jahr darauf schied sie bei den Islamic Solidarity Games in Baku mit 11,97 s im Halbfinale über 100 Meter aus, belegte im Weitsprung mit 5,66 m Rang sieben und belegte sowohl in der 4-mal-100- als auch in der 4-mal-400-Meter-Staffel in 46,98 s bzw. 3:56,33 min den vierten Platz. Anschließend schied sie bei den U18-Weltmeisterschaften in Nairobi mit 11,93 s im Halbfinale über 100 Meter aus und klassierte sich dann beim Europäischen Olympischen Jugendfestival (EYOF) in Győr in 12,08 s auf dem achten Platz, während sie in der 4-mal-100-Meter-Staffel mit 48,62 s im Vorlauf ausschied. Im Jahr darauf belegte sie bei den CSSE in Schaan mit 5,58 m den fünften Platz im Weitsprung und anschließend schied sie bei den U18-Europameisterschaften in Győr mit 12,28 s und 24,99 s jeweils in der ersten Runde über 100 und 200 Meter aus. 2019 erreichte sie bei den Balkan-Hallenmeisterschaften in Istanbul mit 5,54 m Rang zehn im Weitsprung und anschließend schied sie bei den U20-Europameisterschaften in Borås mit 5,79 m in der Qualifikation aus. 2020 brachte sie bei den Balkan-Hallenmeisterschaften in Istanbul keinen gültigen Versuch im Weitsprung zustande und im Jahr darauf wurde sie dann bei den Hallenmeisterschaften ebendort mit 5,58 m Sechste.
2020 wurde Pechtirewa aserbaidschanische Hallenmeisterin im Weitsprung.

## Persönliche Bestleistungen
- 100 Meter: 11,93 s (+1,3 m/s), 13. Juli 2017 in Nairobi
  - 60 Meter (Halle): 7,69 s, 25. Februar 2017 in Minsk
- 200 Meter: 24,72 s (+1,5 m/s), 30. Juni 2018 in Almaty
- Weitsprung: 6,01 m (+1,2 m/s), 25. Mai 2019 in Baku
  - Weitsprung (Halle): 5,97 m, 26. Februar 2019 in Minsk